# TypeShift
TypeShift est un jeu vidéo de réflexion développé et édité par Zach Gage, sorti en 2017 sur iOS et sur navigateur.

## Système de jeu
TypeShift est un jeu dans lequel le joueur fait face à plusieurs colonnes de lettres. En déplaçant ces colonnes de haut en bas, le joueur doit former des mots sur une ligne centrale.

## Accueil
- Canard PC : 8/10[1]
- Pocket Gamer : 9/10[2]
- TouchArcade : 4/5[3]